# پاول فیلیپ
پاول فیلیپ (انگلیسی: Pavel Filip؛ زادهٔ ۱۰ آوریل ۱۹۶۶) یک مهندس و سیاست‌مدار اهل مولداویاست که از ۹ ژوئن سال ۲۰۱۹ به عنوان رئیس‌جمهور مولداوی و پیشتر نخست‌وزیر مولداوی از (ژانویه ۲۰۱۶ - ژوئن ۲۰۱۹) بوده‌است. او قبلاً به عنوان وزیر فن آوری اطلاعات و ارتباطات مولداوی از سال ۲۰۱۱ تا ژانویه ۲۰۱۶ خدمت کرده‌است. از سال ۲۰۱۰، فیلیپ عضو حزب دموکراتیک مولداوی است.
فیلیپ از سال ۲۰۰۱ تا ۲۰۰۸ مدیر کارخانه بوکوریا بود و پیش از آن نیز ده سال در این شرکت کار می‌کرد. بعدها، در سال ۲۰۰۸، او مدیر کارخانه "Tutun-CTC" شد، موقعیتی که تا انتصاب وی به عنوان وزیر در سال ۲۰۱۱ برگزار شد.
براساس نظرسنجی‌هایی که در سال ۲۰۱۹ مربوط به سیاستمداران برجسته جمهوری مولداوی انجام شد، پاول فیلیپ تنها با کسب ۳٫۵ درصد رای اعتماد گرفت و در نظرسنجی‌های دیگر فیلیپ در موقعیت پنجم قرار گرفته‌است.